# Traumstadt
Pour plus de détails, voir Fiche technique et Distribution.
Traumstadt est un film dystopique ouest-allemand réalisé par Johannes Schaaf et sorti en 1973.
Il s'agit d'une adaptation du roman L'Autre Côté (Die andere Seite, 1909) d'Alfred Kubin.

## Synopsis
Florian et Anna Sand forment un couple d'artistes munichois. Florian travaille comme graphiste, mais il se sent inhibé par les circonstances et de plus en plus frustré. Le rêve d'une liberté artistique absolue ne peut pas se réaliser dans sa vie actuelle. Depuis trois jours, il est suivi à la trace par un mystérieux inconnu qui finit par l'aborder et se présente à lui comme l'agent d'une ville de rêve. Il tente d'appâter Sand et sa femme en tant que nouveaux citoyens en leur promettant qu'ils pourront effectivement y réaliser tous leurs souhaits et leurs fantasmes. L'objectif est d'atteindre la liberté absolue. Florian et Anna entreprennent le long voyage vers cet Eldorado mystérieux, loin du reste de la civilisation, et à leur arrivée, où ils sont accueillis par un étrange nain, ils sont d'abord très impressionnés par les possibilités d'une telle ville visionnaire. L'animation de ce lieu visuellement baroque mais kafkaïen, avec ses personnages souvent bizarres, qui rappelle un peu le panoptique humain d'une mise en scène classique de Federico Fellini, fascine les nouveaux arrivants.
Mais bientôt, Anna en particulier a du mal à s'acclimater à ce lieu étrange et à assimiler les impressions qui l'assaillent. Elle est effrayée et troublée par ce qui lui est proposé, par l'abondance et l'absence de limites de ce monde utopique. Anna fait une dépression nerveuse et la ville de rêve, lieu de débauche, se transforme en ville de cauchemar, et pas seulement pour elle. L'absence de règles, le fait de vivre sans retenue ses propres désirs et envies s'avèrent être une épée à double tranchant et provoquent de terribles distorsions dans les relations humaines. Florian s'éloigne chaque jour un peu plus de son épouse et se sent magiquement attiré par une belle femme mystérieuse. Bientôt, le chaos généralisé s'installe, la dépravation des mœurs et la perversion, le libertinage et les excès de violence sont omniprésents dans cette soi-disant ville de rêve, dont la chute semble programmée d'avance. Seul Florian ne semble pas encore avoir perçu le revers de la liberté absolue, la décadence sans limite, jusqu'à ce que ce monde parallèle s'effondre comme un château de cartes. Rares sont ceux qui échapperont à cette désintégration...
Presque tout au long du film, on trouve des scènes dans lesquelles Florian Sand tente de se rapprocher de la mystérieuse inconnue. En essayant de l'embrasser, elle s'enfuit. Lors d'un spectacle baroque dans une maison, avec de nombreux badauds, il tombe par hasard dans une pièce où la belle se trouve et semble poser pour les visiteurs. Lors de la destruction de la ville par des citoyens révoltés et des révolutionnaires, il tente de la sauver.

## Fiche technique
- Titre original allemand : Traumstadt[1] (litt. « Ville de rêve »)
- Réalisation : Johannes Schaaf
- Scénario : Johannes Schaaf, Rosemarie Fendel
- Photographie : Gérard Vandenberg (de), Klaus König
- Montage : Russell Parker
- Musique : Eberhard Schoener
- Décors : Wilfried Minks, Bohuslav Kulič
- Production : Heinz Angermeyer (de)
- Société de production : Independent Film Heinz Angermeyer GmbH (Munich)
- Format : couleurs par Eastmancolor - 1,37:1 - son mono - 35 mm
- Pays de production :  Allemagne de l'Ouest
- Langue originale : allemand
- Durée : 124 minutes
- Genre : Dystopie, Cinéma fantastique
- Date de sortie :
  - Allemagne de l'Ouest : 15 novembre 1973

## Distribution
- Per Oscarsson : Florian Sand
- Rosemarie Fendel : Anna Sand
- Olimpia : La jeune fille
- Eva Maria Meineke : Frau Lampenbogen
- Alexander May (de) : Dr. Lampenbogen
- Heinrich Schweiger : Gautsch
- Helen Vita : Princesse
- Herbert Bötticher : Sir Edward
- Ron Williams : Hercule Hachette
- Louis Waldon : Louis le serviteur
- Lubomír Kostelka : Serveur
- Václav Sloup : de Meti

## Production
Le tournage de Traumstadt a eu lieu dans les villes de Přísečnice et Český Krumlov (alors en Tchécoslovaquie) et en Israël pour les scènes dans le désert.
La réalisation du film a pris environ six mois et environ deux millions de marks.